# Nookat (distrikt)
Nookat är ett distrikt i Kirgizistan. Det ligger i oblastet Osj, i den sydvästra delen av landet, 400 km söder om huvudstaden Bisjkek.